# Montaner (Sarmede)
Montanèr è una frazione del comune di Sarmede, in provincia di Treviso, nella regione Veneto.
La frazione di Montaner dista 2,30 km dal comune di Sarmede, di cui fa parte.

## Storia
In età medievale Montaner diede i natali a una delle più antiche e celebri dinastie della storia trevigiana: i da Camino, allora noti col nome di "da Montanara" (toponimo antico per Montaner), luogo d'origine prima del trasferimento della famiglia nell'opitergino.
Successivamente alla caduta dei da Camino (1337), Montaner fu dominio veneziano fino alla caduta della Serenissima; nel XIX secolo divenne parte del comune di Sarmede.
Il XX secolo vide quest'area prima come scenario della lotta partigiana durante la seconda guerra mondiale, poi come luogo di uno scisma.

### Lo scisma di Montaner
Nel 1967 morì l'allora parroco don Giuseppe Faè, molto amato dalla popolazione. La comunità riteneva scontata la nomina di don Antonio Botteon, cappellano e assistente di don Giuseppe, ma mons. Albino Luciani, allora vescovo di Vittorio Veneto, pose a capo della parrocchia don Giovanni Gava.
La popolazione reagì in maniera molto forte: dopo alcuni mesi di altissima tensione, il vescovo arrivò scortato a Montaner e tolse fisicamente il Santissimo Sacramento dal tabernacolo della chiesa, cosicché nessun sacerdote potesse celebrare le funzioni.
Alcuni parrocchiani dissidenti, in segno di protesta, fondarono una comunità ortodossa, che poi si estese alla quasi totalità della popolazione, creando così un vero e proprio scisma, anche se tale comunità ortodossa risultava estremamente piccola nel panorama religioso italiano. La comunità ortodossa, sebbene col tempo si sia ridotta, è tuttora presente.

## Monumenti e luoghi d'interesse

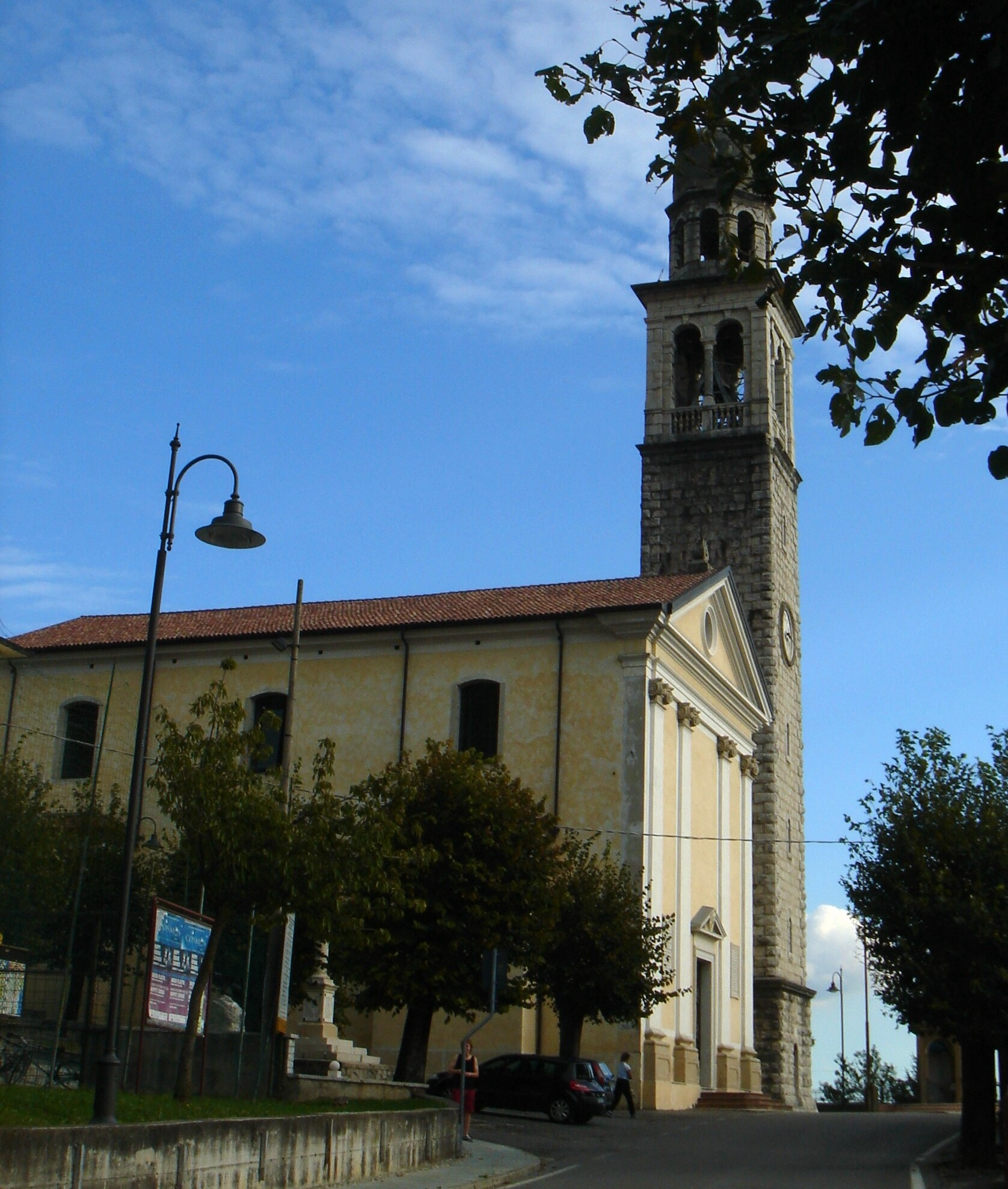
La chiesa cattolica

### Architetture religiose

#### Chiesa di San Pancrazio
La chiesa parrocchiale di San Pancrazio è il principale edificio religioso cattolico di Montaner, nonché uno degli scenari dalle vicende del piccolo scisma del 1967/69.
Costruita nella seconda metà del XIX secolo e consacrata nel 1892, la chiesa domina parte del centro abitato e la pianura sottostante. Essa si presenta con una facciata a capanna dagli stilemi neoclassici, tripartita da quattro lesene ioniche e terminata da un grande timpano. 

All'interno, a una navata, sono custodite la pala d'altare San Pancrazio tra i santi Rocco e Appolonia di Antonio Dal Favero e un affresco con Il Primato di San Pietro, opera di Noè Bordignon.
Sul lato destro dell'edificio si erge un alto campanile, con cella campanaria aperta una bifora con parapetto per lato e con terminazione a cipolla.

#### Monastero ortodosso della Trasfigurazione del Signore e di Santa Barbara

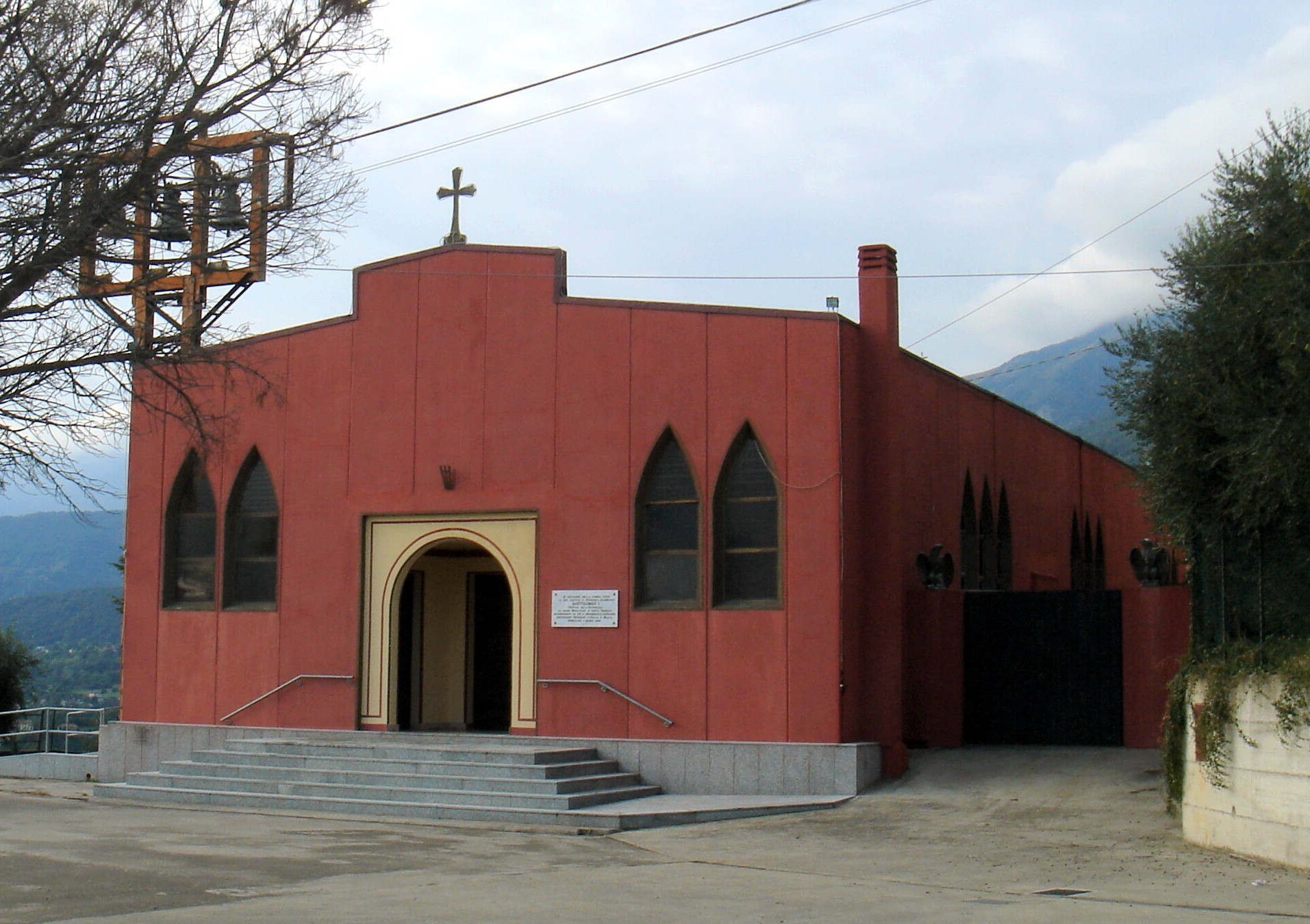
La chiesa ortodossa.

Poco sotto il luogo ove sorge la chiesa cattolica, in borgo Gava, si apre uno spiazzo su cui sorge l'altro importante luogo sacro di Montaner: la chiesa ortodossa.
Si tratta di una struttura risalente al 1969, data in cui fu anche consacrata dall'esarca di Mosca Antonio Bloom. Caratteristica di questo edificio, dove si celebra tutt'oggi il rito bizantino in italiano, greco, rumeno e slavo antico, è la bassa facciata intonacata di rosso e aperta da un portale a tutto sesto centrale, affiancato da due bifore a sesto acuto. All'interno si trova il santuario, decorato con affreschi tipicamente bizantini, separato dal resto della chiesa dall'iconostasi; sono esposte numerose icone, alcune delle quali dipinte dalla stessa comunità monastica. Un piccolo campanile metallico è posto sul lato sinistro, dove si trova anche un secondo ingresso.
Dal 2000, nei locali della parrocchia si è stabilita una piccola comunità monastica femminile. Da allora la chiesa, non più parrocchiale, è oggi parte integrante del monastero stesso: il primo ed unico monastero femminile ortodosso presente in Italia. Con esso fa parte dell'Arcidiocesi ortodossa d'Italia e Malta, con sede a Venezia, rappresentante del Patriarcato ecumenico di Costantinopoli.
La chiesa ha subito un incendio il 14 dicembre 2013 che l'ha resa inagibile e conseguentemente è stata demolita. In attesa della ricostruzione di una nuova chiesa, le funzioni religiose vengono celebrate presso la chiesa di Santa Cecilia in borgo Val, su gentile concessione della comunità cattolica.
Per quanto riguarda la ristrutturazione, riveduta, l'investimento previsto non arriva ai 500 000 euro. Il progetto deve essere approvato dal Patriarcato, dall'Arcidiocesi d'Italia e dal Comune di Sarmede. Il via libera era previsto per i primi mesi dell'anno 2019 e i lavori sarebbero dovuti partire subito dopo. Non si ferma comunque la campagna di raccolta fondi “10 euro per un mattone”, lanciata all'indomani del devastante incendio per finanziare il nuovo edificio di culto.
«Appena approvato il progetto definitivo», dice il rettore del monastero padre Athenagoras, «lo suddivideremo in lotti su cui puntare la raccolta». Finora nelle casse sono entrati circa 150.000 euro. «Conto per la prossima festa di santa Barbara avere la struttura al grezzo», conclude l'archimandrita. (f.g.)

#### Chiesa di Santa Cecilia

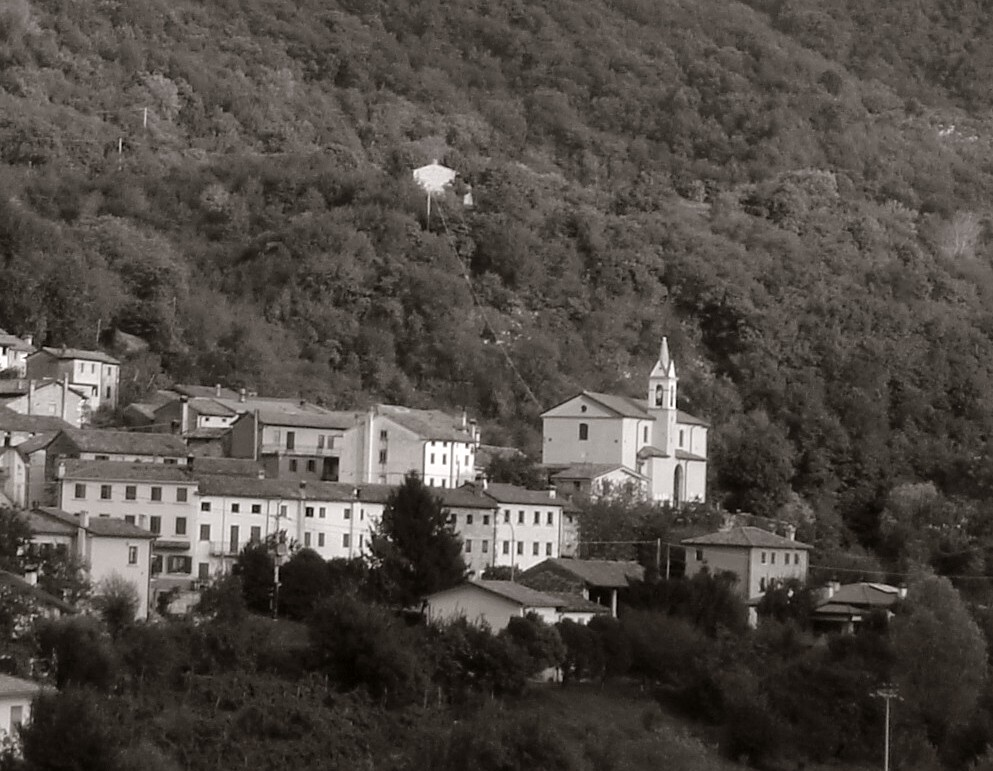
Panorama con la chiesa della località Val

La chiesa di Santa Cecilia, ubicata in località Val, borgo a est del centro, è l'edificio sacro più antico di Montaner, risalente a un'epoca compresa tra XIII e XIV secolo e voluto probabilmente dai Da Camino. Inizialmente dipendente dalla chiesa di Fregona, divenne parrocchia solo nel XVII secolo.
Opere di certo rilievo artistico conservate all'interno sono la tela del pittore friulano Pomponio Amalteo Santa Cecilia tra i santi Urbano, Giorgio, Martino e Floriano e le pale tardo cinquecentesche del cenedese Silvestro Arnosti, San Giovanni Battista tra i santi Valentino e Tiziano e Santissima Trinità con sante Lucia e Caterina d'Alessandria.